# Paroligembia ethiopica
Paroligembia ethiopica är en insektsart som beskrevs av Ross 2006. Paroligembia ethiopica ingår i släktet Paroligembia och familjen Teratembiidae. Inga underarter finns listade i Catalogue of Life.